# Sticherus remotus
Sticherus remotus là một loài dương xỉ trong họ Gleicheniaceae. Loài này được Kaulf. Chrysler mô tả khoa học đầu tiên năm 1944.